# Камерун на летних Олимпийских играх 1976
Камерун на летних Олимпийских играх 1976 присутствовал только в течение трех дней, с 18 по 20 июля, до тех пор пока страна не вышла из игр, в связи с бойкотом африканскими странами этих игр.

## Состав олимпийской сборной Камеруна

### Бокс
Всего спортсменов — 3
| Категория | Спортсмены       | 1/32 финала              | 1/16 финала              | 1/8 финала              | Четвертьфинал        | Полуфинал            | Финал                | Место |
| Категория | Спортсмены       | Соперник Результат       | Соперник Результат       | Соперник Результат      | Соперник Результат   | Соперник Результат   | Соперник Результат   | Место |
| --------- | ---------------- | ------------------------ | ------------------------ | ----------------------- | -------------------- | -------------------- | -------------------- | ----- |
| до 54 кг  | Самюэль Мек      | PNGТумат Соголик П отказ | Завершил выступление     | Завершил выступление    | Завершил выступление | Завершил выступление | Завершил выступление | —     |
| до 75 кг  | Жан-Мари Эмебе   |                          |                          | USAМайкл Спинкс П отказ | Завершил выступление | Завершил выступление | Завершил выступление | —     |
| до 81 кг  | Луи-Перго Нгатшу |                          | GDRОттомар Заксе П отказ | Завершил выступление    | Завершил выступление | Завершил выступление | Завершил выступление | —     |

### Велоспорт

#### Шоссейный велоспорт
Всего спортсменов — 4
Мужчины
| Соревнование    | Спортсмены                                    | Время | Место |
| --------------- | --------------------------------------------- | ----- | ----- |
| Командная гонка | Жозеф Коно Морис Мутат Анри Мвех Николя Овона | DNF   | —     |